# 10 para las 10
«10 Para Las 10» es el segundo sencillo del grupo tapatío Playa Limbo que se desprende de su primer material Canciones de Hotel.

## Información general
La canción fue escrita por la vocalista del grupo María León y con música de Jorge Corrales, Ángel Baillo y Servando Yáñez. Según palabras de la autora, con la Revista Rebelde, "10 Para Las 10 habla de los cambios drásticos que ocurren en la vida en el sentido de una relación de pareja. Es una canción muy linda, que tanto hombres como mujeres han vivido en carne propia, pues cuando estas en una relación amorosa te acostumbras a esa persona especial y cuando termina, ya nada es igual. Las cosas pierden su color, la comida pierde sabor... Extrañas su compañía y el ritmo de vida que tenías. En ese momento, el mundo parece girar en sentido contrario..." También dijeron que este tema fue esencial para formar el grupo.
Existen actualmente dos versiones de la canción, la primera es versión 2007, que se incluye en su disco Canciones de Hotel y la otra es 10 Para Las 10 Versión 2008, que se encuentra en Canciones De Hotel Edición Especial.

## Posicionamientos
| Listas (2008)                                  | Posición |
| ---------------------------------------------- | -------- |
| Lo Más 40 Del 2008 (Los 40 Principales México) | 27       |
| Perú: Top 20 Ranking                           | 1        |

- Datos: Q5649699